# Estación de Utrillas-Montalbán
Utrillas-Montalbán fue una estación de ferrocarril situada en el municipio español de Martín del Río, en la provincia de Teruel. Las instalaciones, que estuvieron en servicio entre 1904 y 1966, constituían la cabecera del ferrocarril de Utrillas. En la actualidad solo se conserva una parte del complejo.

## Situación ferroviaria
Las instalaciones ferroviarias se encontraban situadas en el punto kilométrico 0,000 de la línea férrea de ancho métrico Utrillas-Zaragoza, a 968 metros de altitud sobre el nivel del mar.

## Historia
A comienzos del siglo XX la empresa Minas y Ferrocarriles de Utrillas puso en marcha la construcción de un trazado de ancho métrico con el fin de dar salida al lignito que se extraía la zona minera de Utrillas hasta la ciudad de Zaragoza. La línea fue inaugurada en septiembre de 1904. En el término municipal de Martín del Río se levantó un complejo ferroviario, denominado «Utrillas-Montalbán», que disponía de varios edificios, almacén de mercancías, lavaderos de mineral, una amplia playa de vías para maniobras y cocheras para el depósito de locomotoras adscrito a la estación. A lo largo de su existencia el tráfico de mercancías fue la principal actividad de la estación, aunque también llegó a contar con un servicio de pasajeros que enlazaba Zaragoza con las localidades de la zona. Ante el declive de la actividad ferroviaria, en 1963 la gestión de las instalaciones pasó a manos del Estado, que mantuvo en explotación la línea hasta su clausura en 1966 por ser deficitaria.